# Ålborg Bugt, østlige del
Ålborg Bugt, østlige del este o arie protejată (arie de protecție specială avifaunistică — SPA) din Danemarca întinsă pe o suprafață de 177.360 ha, integral marine.

## Localizare
Centrul sitului Ålborg Bugt, østlige del este situat la coordonatele 0°N 0°E / 0°N 0°E.

## Înființare
Situl Ålborg Bugt, østlige del a fost declarat arie de protecție specială avifaunistică în iulie 2003 pentru a proteja 3 specii de animale.

## Biodiversitate
Situată în ecoregiunea marină Atlantică, aria protejată nu include niciun habitat protejat.
La baza desemnării sitului se află mai multe specii protejate de  păsări (3): Branta bernicla hrota, rață neagră (Melanitta nigra), eider (Somateria mollissima).